# Liste des œuvres d'art d'Ille-et-Vilaine
Cet article vise à recenser les œuvres d'art dans l'espace public d'Ille-et-Vilaine, en France.

## Liste
Les œuvres sont classées par ordre alphabétique de communes et, au sein de celles-ci, par ordre chronologique d'installation, dans la mesure des informations disponibles.

### Sculptures
| Œuvre                                                            | Auteur                                                 | Commune                   | Localisation                                                                          | Notes | Installation                                 | Coordonnées                                  | Illustration |
| ---------------------------------------------------------------- | ------------------------------------------------------ | ------------------------- | ------------------------------------------------------------------------------------- | --- | -------------------------------------------- | -------------------------------------------- | --- |
| Statue de Nominoë                                                | Raffig Tullou                                          | Bains-sur-Oust            | Sur la place Nominoë, devant l'église Saint-Jean-Baptiste                             | Représente Nominoë. | À déterminer                                 | 47° 42′ 18″ nord, 2° 04′ 15″ ouest           | Statue de Nominoë |
| Buste de Daniel de la Touche                                     | Patrick Abraham                                        | Cancale                   | À déterminer                                                                          | Représente Daniel de la Touche. | 2012                                         | à géolocaliser                               | Buste de Daniel de la Touche |
| Buste d'Alan Seeger                                              | Jean Boucher                                           | Cesson-Sévigné            | Dans le parc de la Chalotais                                                          | Représente Alan Seeger. | 1994                                         | à géolocaliser                               | Buste d'Alan Seeger |
| Buste de vieille bretonne                                        | Copie d'après Jean Boucher                             | Cesson-Sévigné            | Dans le parc de la Chalotais                                                          | L'original en bronze est issu de la statue L'Union de la Bretagne et de la France, érigée en 1911 dans la niche centrale de la façade de l'hôtel de ville de Rennes. Elle est détruite par l'attentat du 7 août 1932 perpétré par le Gwenn ha Du. Il est conservé dans le musée des Beaux-Arts de Rennes. | 1994                                         | à géolocaliser                               | Buste de vieille bretonne |
| Buste de bretonne en coiffe                                      | Jean Boucher                                           | Cesson-Sévigné            | Dans le parc de la Chalotais                                                          | | 1994                                         | à géolocaliser                               | Image manquante |
| L'appel à la prise de la Bastille par Camille Desmoulins         | Jean Boucher                                           | Cesson-Sévigné            | Mail de Bourgchevreuil                                                                | Représente Camille Desmoulins. Érigé à Auteuil en 1928. | 1995                                         | à géolocaliser                               | L'appel à la prise de la Bastille par Camille Desmoulins |
| Buste de femme rennaise                                          | Jean Boucher                                           | Cesson-Sévigné            | Dans le parc de la Chalotais                                                          | Issu de la statue L'Union de la Bretagne et de la France, érigée en 1911 dans la niche centrale de la façade de l'hôtel de ville de Rennes. Elle est détruite par l'attentat du 7 août 1932 perpétré par le Gwenn ha Du.                                                                                  | À déterminer                                 | à géolocaliser                               | Buste de femme rennaise |
| Buste d'Anne de Bretagne                                         | Jean Boucher                                           | Cesson-Sévigné            | Dans le parc de la Chalotais                                                          | | À déterminer                                 | à géolocaliser                               | Buste d'Anne de Bretagne |
| Buste de la Dame blanche                                         | À déterminer                                           | Cesson-Sévigné            | Dans le parc de la Chalotais                                                          | | À déterminer                                 | à géolocaliser                               | Buste de la Dame blanche |
| Buste de marin coiffé d'un suroît                                | Jean Boucher                                           | Cesson-Sévigné            | Dans le square Jean Boucher                                                           | | À déterminer                                 | à géolocaliser                               | Image manquante |
| Statue de François-René de Chateaubriand                         | Alphonse Camille Terroir                               | Combourg                  | Sur la place Chateaubriand                                                            | Représente François-René de Chateaubriand. | 1930                                         | 48° 24′ 25″ nord, 1° 45′ 14″ ouest           | Image manquante |
| Médaillon de Jules Boutin,                                       | Armel Beaufils                                         | Dinard                    | Sur la place Jules Boutin                                                             | Endommagé par des éclats d'obus le 16 août 1942. | 1932                                         | à géolocaliser                               | Image manquante |
| Statue d'Ève tentée par le serpent,                              | Gaston Guitton                                         | Dinard                    | Avenue George V                                                                       | Également appelé Désir d'évasion. Représente Ève. Érigée en 1876 dans le jardin des reptiles de la ménagerie du Jardin des plantes à Paris. Surnommée « Madame cul vers l'eau » par les habitants. | 1936                                         | à géolocaliser                               | Statue d'Ève tentée par le serpent« Ève à Dinard », sur À nos grands hommes,« Ève à Dinard », sur e-monumen,(en) « Ève - Désir d'évasion à Dinard », sur René et Peter van der Krogt                                                                |
| Médaillon d'Yves Verney,                                         | Georges Delahaie                                       | Dinard                    | Esplanade Yves Verney                                                                 | | 1963                                         | 48° 38′ 06″ nord, 2° 03′ 17″ ouest           | Image manquante |
| Statue d'Alfred Hitchcock                                        | Lionel Ducos                                           | Dinard                    | Intersection de la promenade des alliés et de la promenade du maréchal Foch           | Représente Alfred Hitchcock. | 2009                                         | à géolocaliser                               | Statue d'Alfred Hitchcock(en) « Statue d'Alfred Hitchcock à Dinard », sur René et Peter van der Krogt |
| Statue de Nominoë                                                | À déterminer                                           | Dol-de-Bretagne           | Sur la place de la cathédrale                                                         | Représente Nominoë. | À déterminer                                 | 48° 33′ 02″ nord, 1° 45′ 23″ ouest           | Image manquante |
| Statue de l'abbé Louis Bridel                                    | Charles Nitsch                                         | Fougères                  | Sur la place de Lariboisière                                                          | Représente Louis Bridel. | 1938                                         | 48° 21′ 07″ nord, 1° 12′ 11″ ouest           | Statue de l'abbé Louis Bridel |
| Statue équestre du général de Lariboisière,                      | Louis Derbré                                           | Fougères                  | Sur la place de Lariboisière                                                          | Représente Jean Ambroise Baston de Lariboisière. L'originale de 1893 réalisée par Georges Récipon est fondue sous le régime de Vichy, dans le cadre de la mobilisation des métaux non ferreux. | 2000                                         | 48° 21′ 09″ nord, 1° 12′ 10″ ouest           | Statue équestre du général de Lariboisière |
| Statue d'Armand Tuffin de La Rouërie,                            | Jean Fréour                                            | Fougères                  | Square des Fusillés                                                                   | Représente Armand Tuffin de La Rouërie. | 1993                                         | à géolocaliser                               | Statue d'Armand Tuffin de La Rouërie« Monument à Armand Tuffin à Fougères », sur e-monumen,(en) « Monument à Armand Tuffin de La Rouërie à Fougères », sur René et Peter van der Krogt                                                              |
| Sans titre                                                       | Jean Boucher                                           | Hédé-Bazouges             | À déterminer                                                                          | | À déterminer                                 | 48° 17′ 44″ nord, 1° 48′ 08″ ouest           | Sans titre |
| Extrait du monument pour aviateur tué en 14-18                   | Jean Boucher                                           | Hédé-Bazouges             | À déterminer                                                                          | | À déterminer                                 | à géolocaliser                               | Extrait du monument pour aviateur tué en 14-18 |
| Tête du chemineau                                                | Jean Boucher                                           | Hédé-Bazouges             | À déterminer                                                                          | | À déterminer                                 | à géolocaliser                               | Tête du chemineau |
| Tête du monument aux victimes et aux soldats de Verdun           | Jean Boucher                                           | Hédé-Bazouges             | À déterminer                                                                          | | À déterminer                                 | à géolocaliser                               | Tête du monument aux victimes et aux soldats de Verdun |
| Tête du monument de la Victoire Verdun                           | Jean Boucher                                           | Hédé-Bazouges             | À déterminer                                                                          | | À déterminer                                 | à géolocaliser                               | Tête du monument de la Victoire Verdun |
| Sans titre                                                       | Henri Larriere                                         | La Chapelle-des-Fougeretz | Sur la place Eugène Choux                                                             | | 1993                                         | 48° 10′ 38″ nord, 1° 43′ 57″ ouest           | Image manquante |
| Sans titre                                                       | Marc-Camille Chaimowicz                                | Pacé                      | Collège Françoise-Dolto                                                               | | 1992                                         | 48° 08′ 48″ nord, 1° 46′ 22″ ouest           | Image manquante |
| Statue de Saint Judicaël                                         | À déterminer                                           | Paimpont                  | À déterminer                                                                          | Représente Judicaël. | À déterminer                                 | 48° 01′ 25″ nord, 2° 10′ 46″ ouest           | Statue de Saint Judicaël |
| Buste de Jean Brito                                              | À déterminer                                           | Pipriac                   | Sur la place de la Mairie, au bord de la RD 777                                       | Représente Jean Brito. | À déterminer                                 | 47° 48′ 32″ nord, 1° 56′ 46″ ouest           | Buste de Jean Brito |
| Buste de Bertrand Robidou                                        | À déterminer                                           | Plerguer                  | Dans le square Bertrand Robidou                                                       | | À déterminer                                 | à géolocaliser                               | Buste de Bertrand Robidou |
|                                                                  |                                                        | Rennes                    | Voir la liste des œuvres publiques de Rennes                                          | Voir la liste des œuvres publiques de Rennes | Voir la liste des œuvres publiques de Rennes | Voir la liste des œuvres publiques de Rennes | Voir la liste des œuvres publiques de Rennes |
| Buste de la République                                           | À déterminer                                           | Rimou                     | À déterminer                                                                          | | 1906                                         | à géolocaliser                               | Buste de la République« La République à Rimou », sur e-monumen |
| Buste de Jacques Cartier                                         | Léon-Ernest Drivier                                    | Saint-Malo (Rothéneuf)    | Sur la place du Canada                                                                | Représente Jacques Cartier. L'original est érigé en 1934 sur la place du Canada dans le 8e arrondissement de Paris. | 1984                                         | 48° 40′ 52″ nord, 1° 58′ 04″ ouest           | Buste de Jacques Cartier |
| Rochers sculptés de Rothéneuf                                    | Adolphe Julien Fouéré                                  | Saint-Malo (Rothéneuf)    | Falaise sur le front de mer                                                           | | de 1894 à 1907                               | 48° 41′ 12″ nord, 1° 58′ 06″ ouest           | Rochers sculptés de Rothéneuf |
| L'Albatros                                                       | À déterminer                                           | Saint-Malo                | À déterminer                                                                          | | À déterminer                                 | 48° 38′ 03″ nord, 2° 01′ 31″ ouest           | L'Albatros |
| Statue de Bertrand-François Mahé de La Bourdonnais,              | Auguste Dumont                                         | Saint-Malo                | Rond-point de l'Ile Maurice                                                           | Représente Bertrand-François Mahé de La Bourdonnais. L'originale est érigée en 1859 à Port-Louis. | 1989                                         | 48° 38′ 46″ nord, 2° 01′ 25″ ouest           | Statue de Bertrand-François Mahé de La Bourdonnais |
| Buste de Louis Duchesne                                          | Philippe Besnard                                       | Saint-Malo                | À déterminer                                                                          | Représente Louis Duchesne. | À déterminer                                 | 48° 38′ 10″ nord, 2° 01′ 17″ ouest           | Image manquante |
| Statue de René Duguay-Trouin,                                    | À déterminer                                           | Saint-Malo                | Bastion Saint-Louis                                                                   | Représente René Duguay-Trouin. | 1973                                         | 48° 38′ 48″ nord, 2° 01′ 26″ ouest           | Image manquante |
| Statue de Jacques Cartier,                                       | Georges Bareau                                         | Saint-Malo                | Bastion de la Hollande                                                                | Représente Jacques Cartier. | 1905                                         | 48° 38′ 50″ nord, 2° 01′ 43″ ouest           | Statue de Jacques Cartier |
| Statue de Robert Surcouf,                                        | Alfred Caravanniez                                     | Saint-Malo                | Sur la place du Québec, anciennement place du cavalier des Champs-Vauvert             | Représente Robert Surcouf. Érigé en 1903 sur l'esplanade de la bourse, près de la porte de Dinan. | 1958                                         | 48° 39′ 01″ nord, 2° 01′ 41″ ouest           | Statue de Robert Surcouf |
| Statue de Chateaubriand,                                         | Armel Beaufils                                         | Saint-Malo                | Square du casino                                                                      | Représente François-René de Chateaubriand. Remplace cette en bronze de 1930 réalisée par Aimé Millet située dans le bastion du fort de la Reine. | 1948                                         | à géolocaliser                               | Statue de Chateaubriand« Monument à Chateaubriand à Saint-Malo », sur À nos grands hommes,« Monument à Chateaubriand à Saint-Malo », sur e-monumen,(en) « Monument à François-René de Chateaubriand à Saint-Malo », sur René et Peter van der Krogt |
| Médaillon de Guy Lachambre,                                      | Dan Lailler                                            | Saint-Malo                | Sur l'hôtel de ville                                                                  | | 1994                                         | à géolocaliser                               | Image manquante |
| Médaillon de François-René de Chateaubriand,                     | Jean Marie Paté                                        | Saint-Malo                | Sur la tour Quic-en-Broc, place Chateaubriand                                         | Représente François-René de Chateaubriand. | 2009                                         | à géolocaliser                               | Image manquante |
| Médaillon de François-René de Chateaubriand,                     | Alphonse Camille Terroir et Pierre-Jean David d'Angers | Saint-Malo                | Au-dessus de la porte d'entrée de l'hôtel White, 2 place Chateaubriand                | Représente François-René de Chateaubriand. | 1951                                         | à géolocaliser                               | Image manquante |
| Médaillon de Félicité de La Mennais                              | Chaumont                                               | Saint-Malo                | Sur la façade du musée d'Histoire de la Ville et du Pays Malouin, place Chateaubriand | Représente Félicité de La Mennais. | 1982                                         | 48° 39′ 04″ nord, 2° 01′ 23″ ouest           | Image manquante |
| Buste de l'amiral Pierre François Étienne Bouvet de Maisonneuve, | Pierre-Marie-François Ogé                              | Saint-Servan              | Sur la place Bouvet, devant l'hôtel de ville                                          | Représente Pierre François Étienne Bouvet de Maisonneuve. | 1900                                         | 48° 38′ 15″ nord, 2° 00′ 58″ ouest           | Buste de l'amiral Pierre François Étienne Bouvet de Maisonneuve |
| Statue de la Vierge de Bizeux                                    | Alfred Caravanniez                                     | Saint-Servan              | Sur le rocher de Bizeux                                                               | Également appelée Notre-Dame Dominatrice. | 1897                                         | 48° 37′ 41″ nord, 2° 01′ 35″ ouest           | Statue de la Vierge de Bizeux |
| Buste de Louis Duchesne                                          | Paul Roussel                                           | Saint-Servan              | À déterminer                                                                          | Représente Louis Duchesne. | À déterminer                                 | à géolocaliser                               | Buste de Louis Duchesne |
| Buste de René Desfontaines                                       | Pierre Hébert                                          | Tremblay                  | À déterminer                                                                          | Représente René Desfontaines. | 1937                                         | à géolocaliser                               | Buste de René Desfontaines |

### Monuments pour une bataille ou un événement
| Œuvre                                          | Auteur       | Commune        | Localisation        | Notes                                                               | Installation | Coordonnées                        | Illustration    |
| ---------------------------------------------- | ------------ | -------------- | ------------------- | ------------------------------------------------------------------- | ------------ | ---------------------------------- | --------------- |
| Monument commémoratif de la bataille de Ballon | À déterminer | Bains-sur-Oust | Au bord de la RD 67 | Également appelé Mémorial Nominoé. Commémore la bataille de Ballon. | À déterminer | 47° 42′ 47″ nord, 2° 03′ 16″ ouest | Image manquante |

### Fontaines
| Œuvre                      | Auteur       | Commune      | Localisation                                 | Notes                                        | Installation                                 | Coordonnées                                  | Illustration                                 |
| -------------------------- | ------------ | ------------ | -------------------------------------------- | -------------------------------------------- | -------------------------------------------- | -------------------------------------------- | -------------------------------------------- |
| Les Laveuses d'huitres     | Jean Fréour  | Cancale      | Sur la place de la république                |                                              | À déterminer                                 | 48° 40′ 33″ nord, 1° 51′ 06″ ouest           | Les Laveuses d'huitre                        |
| Fontaine Amour à la vasque | À déterminer | Fougères     | Près de la tour du Papegault                 |                                              | 1893                                         | à géolocaliser                               | Image manquante                              |
| Bassin-fontaine            | À déterminer | Plerguer     | Dans le square Bertrand Robidou              |                                              | À déterminer                                 | 48° 31′ 36″ nord, 1° 50′ 58″ ouest           | Image manquante                              |
|                            |              | Rennes       | Voir la liste des œuvres publiques de Rennes | Voir la liste des œuvres publiques de Rennes | Voir la liste des œuvres publiques de Rennes | Voir la liste des œuvres publiques de Rennes | Voir la liste des œuvres publiques de Rennes |
| Fontaine                   | À déterminer | Saint-Servan | Sur la place du Maréchal Leclerc             |                                              | À déterminer                                 | 48° 38′ 02″ nord, 2° 00′ 48″ ouest           | Image manquante                              |

### Œuvres disparues ou retirées
| Œuvre                        | Auteur                     | Commune    | Localisation                                                                 | Notes | Installation                                 | Coordonnées                                  | Illustration                                                                                   |
| ---------------------------- | -------------------------- | ---------- | ---------------------------------------------------------------------------- | --- | -------------------------------------------- | -------------------------------------------- | ---------------------------------------------------------------------------------------------- |
|                              |                            | Rennes     | Voir la liste des œuvres publiques de Rennes                                 | Voir la liste des œuvres publiques de Rennes | Voir la liste des œuvres publiques de Rennes | Voir la liste des œuvres publiques de Rennes | Voir la liste des œuvres publiques de Rennes                                                   |
| Statue de Chateaubriand,     | Aimé Millet                | Saint-Malo | Bastion du fort de la Reine                                                  | Représentait François-René de Chateaubriand. Érigée en face de l'hôtel de la Gicquelais en 1875. Elle est déplacée dans le jardin du casino en 1881. Fondue sous le régime de Vichy, dans le cadre de la mobilisation des métaux non ferreux. | 1930                                         | à géolocaliser                               | Image manquante                                                                                |
| Statue de René Duguay-Trouin | Dominique Molknecht        | Saint-Malo | Sur la place Duguay-Trouin, renommée place des frères Lamennais par la suite | Représente René Duguay-Trouin. Retirée et installée dans l'école navale en 1963. Retirée et installée[Quand ?] dans le musée d'Histoire de la Ville et du Pays Malouin. | 1829                                         | à géolocaliser                               | Statue de René Duguay-Trouin« Monument à Duguay-Trouin à Saint-Malo », sur À nos grands hommes |
| Statue de René Duguay-Trouin | Antoine-Léonard Dupasquier | Saint-Malo | À déterminer                                                                 | Représente René Duguay-Trouin. Érigée en 1829 sur le pont de la Concorde dans le 8e arrondissement de Paris. Retirée et installée dans la cour d'Honneur du château de Versailles en 1836. Retirée et installée en 1948 dans le centre de formation maritime de Pont-Réan. Retirée et installée en 1965 dans l'école navale de la base d'aéronautique navale de Lanvéoc-Poulmic. | 1931                                         | à géolocaliser                               | Statue de René Duguay-Trouin« Monument à Duguay-Trouin à Saint-Malo », sur À nos grands hommes |